# 奧爾斯黑德峰

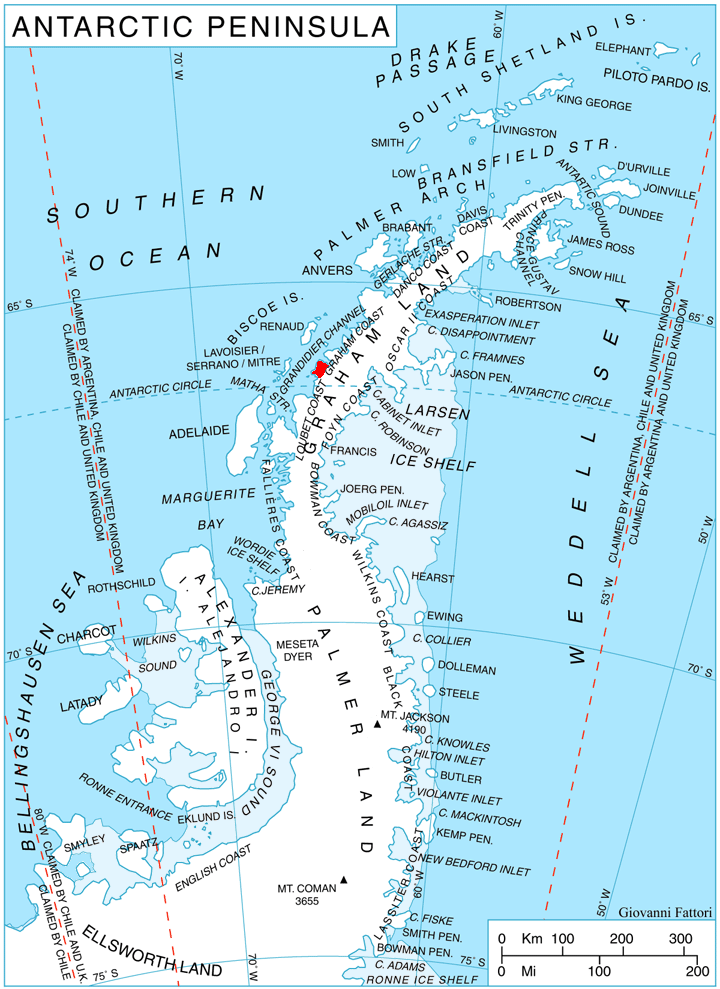

奧爾斯黑德峰（英語：Owlshead Peak），是南極洲的山峰，位於葛拉漢地的盧貝海岸，處於貝盧角以東2.8公里的斯特雷舍半島，現時由南極條約體系管理。